# Horacio Parham
Horacio Francisco Parham Cruz (Tela, Atlántida, Honduras, 10 de mayo de 1987) es un futbolista hondureño. Juega de delantero y su actual equipo es el Atlético Junior de la Liga Nacional De Ascenso De Honduras.

## Trayectoria
Hijo del exfutbolista Horacio Parham Castro. Comenzó su carrera en 2005 jugando por el Olimpia, equipo con el que consiguió ser subcampeón de la Copa Interclubes UNCAF 2006. A mediados de 2008 reforzó al Motagua, con el cual disputó la Copa Sudamericana 2008.
En 2010 fichó por el Peñarol de Uruguay, con el que obtuvo el título de campeón del Campeonato Uruguayo de Fútbol 2009-10, a pesar de no haber sido tomado en cuenta por su entrenador Diego Aguirre debido a las excelentes actuaciones de delanteros con la talla de Antonio Pacheco, Alejandro Martinuccio y Diego Alonso, entre otros. 
Un año después, fue cedido en calidad de préstamo al Bella Vista (2011-2012). Regresó a Honduras para militar en el Parrillas One (2012), equipo con el que consiguió su ascenso a la Liga Nacional de Honduras en el Clausura 2013.

## Selección nacional
Ha sido internacional con la Selección de fútbol de Honduras. Realizó su debut el 22 de agosto de 2007 en un amistoso contra El Salvador que terminó con derrota de 2 goles a 0. No ha vuelto a ser convocado desde su primera y única participación.

## Clubes
| Club            | País     | Año             |
| --------------- | -------- | --------------- |
| Olimpia         | Honduras | 2005 - 2008     |
| Motagua         | Honduras | 2008 - 2009     |
| Peñarol         | Uruguay  | 2010            |
| Bella Vista     | Uruguay  | 2011 - 2012     |
| Parrillas One   | Honduras | 2012 - 2014     |
| Tela F. C.      | Honduras | 2014 - 2016     |
| Juticalpa F. C. | Honduras | 2016 - Presente |

## Palmarés

### Campeonatos nacionales
| Título                 | Club           | País     | Año     |
| ---------------------- | -------------- | -------- | ------- |
| Torneo Apertura        | Olimpia        | Honduras | 2005    |
| Torneo Clausura        | Olimpia        | Honduras | 2006    |
| Torneo Clausura        | Olimpia        | Honduras | 2008    |
| Campeonato de Clausura | Peñarol        | Uruguay  | 2010    |
| Campeonato Uruguayo    | Peñarol        | Uruguay  | 2009-10 |
| Apertura de Ascenso    | Parrillas One  | Honduras | 2012    |
| Liga de Ascenso        | Parrillas One  | Honduras | 2013    |
| Copa de Honduras       | Juticalpa F.C. | Honduras | 2016    |